# Parmena pontocircassica
Parmena pontocircassica là một loài bọ cánh cứng trong họ Cerambycidae.